# Wróblin (żuraw pływający)
Wróblin – żuraw pływający wykorzystywany do prac na Odrze.
Żuraw pływający zbudowany został w Fürstenbergu w 1939. Po II wojnie światowej został wydobyty z Odry w pobliżu stopnia wodnego Wróblin (po którym odziedziczył nazwę) i stał się własnością Rejonu Dróg Wodnych we Wrocławiu. W wyniku przekształceń i zmian żuraw wszedł w skład majątku Przedsiębiorstwa Budownictwa Hydrotechnicznego „Odra-2”, gdzie pracował do 2001. Był używany do wydobywania zatopionych jednostek, przy pracach remontowych istniejących oraz budowie nowych stopni wodnych i mostów. Pracował też jako pogłębiarka.
W 1998 został objęty ochroną prawną jako zabytek techniki.  W 2002 został kupiony przez Fundację Otwartego Muzeum Techniki. Odbudowano maszynownię i urządzenia dźwigowe. Pomieszczenia załogowe przekształcono w salę wykładową, gdzie odbywają się wystawy, prelekcje a także wykłady dla studentów Politechniki Wrocławskiej.
W 2003 żuraw był na tyle sprawny, że oddano go do dyspozycji Miejskiego Sztabu Antykryzysowego do użycia w sytuacjach kryzysowych.

## Opis techniczny
Jednostka stalowa o konstrukcji nitowanej (niektóre elementy spawane). Bez własnego napędu, przewidziana do holowania lub pchania. Początkowo wyposażona była w ster, ale w latach 60. XX wieku, gdy do jej przemieszczania używano przeważnie pchaczy, ster zdemontowano.
Źródłem zasilania jest agregat prądotwórczy ze wzbudnicą, napędzany silnikiem Diesla firmy Deutz o mocy 24 kW, dający prąd stały o napięciu 110 V. W obrotnicy żurawia znajdują się dwa silniki elektryczne Siemens-Schuckert. Jeden, o mocy 6,8 kW obraca ramię żurawia, drugi, o mocy 9,8 kW, napędza bęben wciągarki.
Żuraw może podnosić ładunki o ciężarze do 8 T (współcześnie, wcześniej udźwig był większy). Wysięgnik ma długość 11 m i może się obracać w zakresie 360°. Maksymalna prędkość podnoszenia wynosi 9 m/min.